# Historia Norwegiæ
Historia Norwegiæ es una historia corta del pasado noruego escrita por un monje alrededor de la segunda mitad del siglo XII. El único manuscrito existente, en la posesión privada de Earl de Dalhousie y guardado en el castillo de Brechin, Escocia, es fragmentario; lo que se conserva de la historia se encuentra en los folios 1r-12r. El manuscrito estuvo fechado como perteneciente al siglo XV, pero ahora parece ser de 1500-1510. Contiene:
- Un examen geográfico corto de Noruega y sus dominios, seguido por una breve historia de Noruega.
- Genealogía de los jarls de las Orcadas.
- Catálogo de los reyes de Noruega.

El texto es importante, entre otras cosas, porque constituye (en la traducción latina) una versión independiente del Ynglingatal de Thjódólfur úr Hvini además del texto de la saga Ynglinga en el Heimskringla. También contiene cierto detalle etnográfico único, incluyendo una descripción de una séance chamánica entre los Sami. Es el testimonio más antiguo de muchos de los hechos históricos que trata.
Junto con Ágrip af Nóregskonungasögum y el trabajo de Theodoricus Monachus, Historia Norwegiæ es uno de los sinópticos noruegos. Se piensa que fue uno de los primeros escritos, muy probablemente entre 1160 y 1175, aunque la discusión sobre esto ha sido extensa y 1220 sería una fecha más conservadora. Parece haber sido compuesto en alguna parte del este de Noruega.
El manuscrito fue publicado por Peter Andreas Munch en 1850 como Symbolæ ad Historiam Antiquiorem Rerum Norwegicarum. La edición estándar por muchos años era la de Storm (1880), y la primera traducción al inglés fue la de Kunin y Phelpstead (2001). Una nueva edición y traducción críticas aparecieron en 2003.